# Kaple Smrtelných úzkostí Páně (České Budějovice)
Kaple Smrtelných úzkostí Páně je kaple čtvercového půdorysu, stojící za katedrálou svatého Mikuláše v Českých Budějovicích. Bývala součástí původního městského hřbitova, jehož kostnice je umístěna pod kaplí.

## Historie
Na tomto místě původně stávala gotická kaple svatého Jakuba vystavěná před rokem 1377. Tu nahradila kaple Smrtelných úzkostí páně vystavěná v letech 1727–1731. Interiér kaple vymaloval v roce 1729 malíř a freskař Johann Adam Schöpf. Kaple uzavírala křížovou cestu vestavěnou ve zdi hřbitova, který původně kapli s katedrálou lemoval. K jeho zrušení došlo v roce 1784. Roku 1785, v důsledku josefínských reforem, byla zrušena i kaple a přeměněna ve skladiště. V roce 1855 ji nechal biskup Jan Valerián Jirsík obnovit.

## Kostnice
9. srpna 2005 byla potvrzena domněnka historiků a potvrzena existence kostnice. K objevu došlo v rámci archeologického výzkumu okolí katedrály a bývalého hřbitova. Výkop jedné ze tří sond provedli archeologové při severní stěně kaple, kde odhalila vyzděnou cihlovou klenbu. V 11 hodin dopoledne za účasti novinářů i veřejnosti pronikli výzkumníci pomocí minikamery otvorem v cihlové zdi do kostnice.
Její prostor je zaklenutý valenou cihlovou klenbou s lunetami. Stěny tvoří smíšené zdivo (kamen a cihly), mladší klenby jsou z cihel. V jižní části byly kosti skládány do hranic, které dosahují ke stropu, severní část je vyplněna neuspořádaně.
V západní části odhalili archeologové původní vstup do kostnice – cihlové schodiště zakryté dvojicí plochých kamenů, původně náhrobků. Jeden z nich je otočený lícem do prostoru kostnice. Přestože je sešlapaný, bylo možné některé části rozlišit: V horní části byl vyznačený klenot, pod ním erb a dále 14 řádků textu s datem úmrtí 22. ledna 1670.

## Bohoslužby

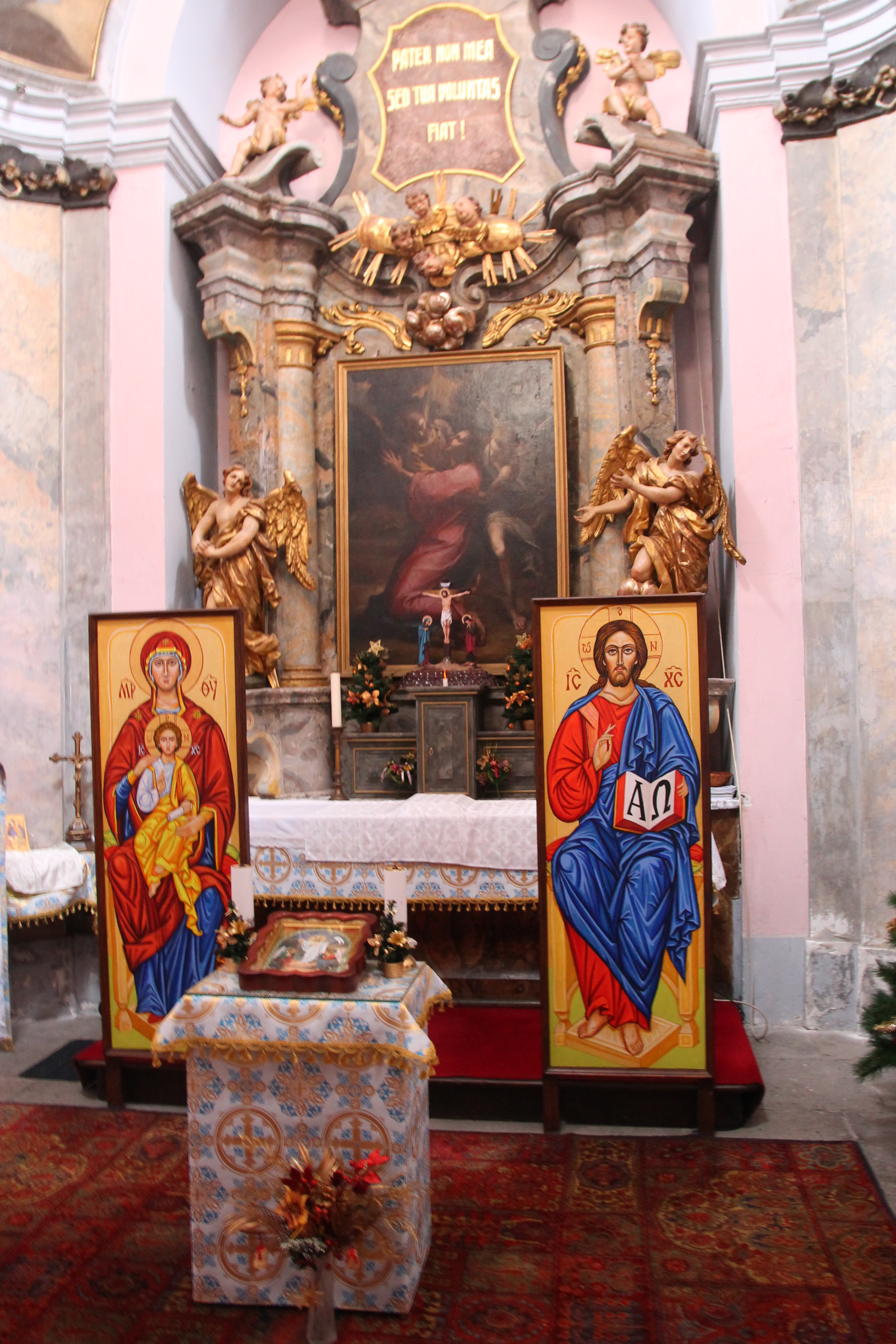
Interiér kaple s ikonami Bohorodičky a Krista Pantokratora

Kaple spadá pod správu římskokatolické církve. V roce 2005 se konaly bohoslužby od 19 hodin v pondělí, čtvrtek a přikázané svátky. V neděli od 11 hodin se sloužily bohoslužby řeckokatolické. V současnosti je využívána k řeckokatolickým bohoslužbám a to pouze o svátcích od 19 hodin.

## Odkazy

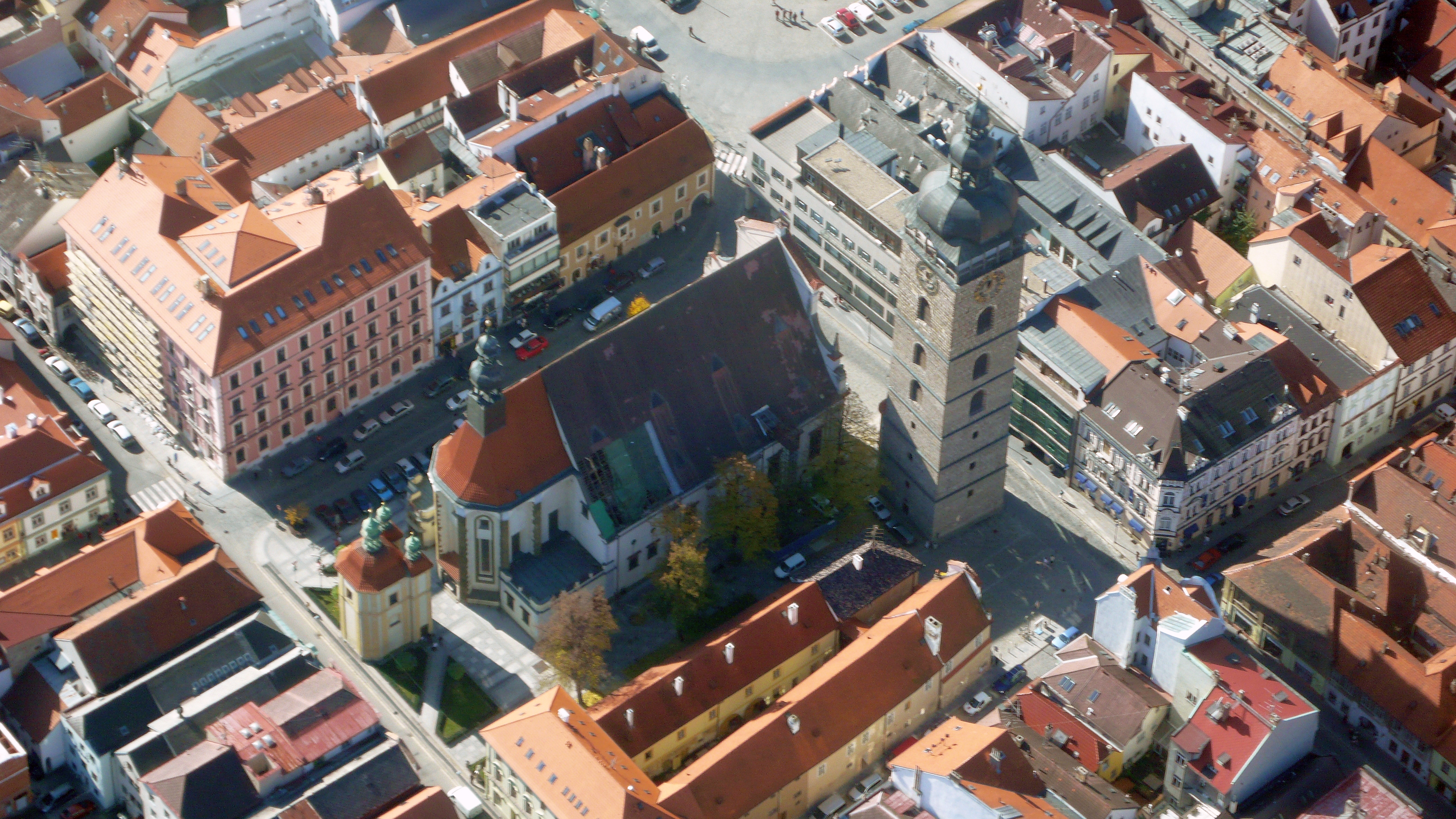
Černá věž, katedrála sv. Mikuláše a kaple Smrtelných úzkostí Páně v Českých Budějovicích